# Rhapsody of Fire
I Rhapsody of Fire sono un gruppo musicale symphonic power metal italiano, originario di Trieste precedentemente conosciuto come Rhapsody e come Thundercross agli esordi, fortemente influenzato dalla musica classica barocca, dal neoclassical metal, dalla musica medievale e dal folk. Di base la loro musica è ispirata principalmente dalle colonne sonore di film hollywoodiani come Il Signore degli Anelli e dalle tematiche fantasy. Per questo motivo il gruppo decise in origine di definire la propria musica come Hollywood metal, e successivamente Film-score metal.
Nel corso della loro carriera hanno venduto in totale più di un milione di copie dei loro album.

## Storia

### I Thundercross
Le origini della band risalgono agli inizi del 1993, quando il chitarrista Luca Turilli ed il tastierista Alex Staropoli, dopo essersi incontrati a Trieste, scoprono di avere in comune la passione per la musica metal e barocca, e scelgono dunque di fondare una band, che chiamano Thundercross. Ai due si unisce presto il chitarrista Roberto de Micheli, compagno di classe di Turilli, il quale sceglie però di abbandonare il gruppo poco dopo. Dopo vari cambi di formazione, entrano nel gruppo il cantante Cristiano Adacher, il bassista Andrea Furlan ed il batterista Daniele Carbonera.
Nel 1994 i Thundercross pubblicano il loro primo EP demo Land of Immortals, con il quale destano l'interesse dell'etichetta tedesca Limb Music Product & Publishing.

### Anni novanta
Sotto l'egida della LMP il gruppo cambia nome in Rhapsody e l'anno seguente pubblica un nuovo EP demo, Eternal Glory. Il gruppo riscuote gradimento e quindi, prima del debutto vero e proprio, rivede la formazione. Il cambio più importante avviene dietro al microfono con il reclutamento di Fabio Lione, già sentito all'opera nei Labyrinth con lo pseudonimo Joe Terry.
Nel 1997 esordiscono dunque con Legendary Tales, un disco dove l'idea di "neoclassic-metal" viene portata ad estreme conseguenze: vengono infatti messe in rilevanza orchestrazioni di chiara ispirazione classica e barocca, creando un mix ai tempi unico nel suo genere. Data questa particolarità del sound ottenuto il gruppo crea una definizione, che rimane tuttavia arbitraria e fittizia, per descrivere la propria musica: Hollywood metal.
Se musicalmente le influenze arrivano dalla classica e in particolare da Vivaldi, Bach e Paganini, dal punto di vista dei testi l'ispirazione proviene dalla letteratura e dalla cinematografia fantasy e cavalleresca. La musica classica come ispirazione di Legendary Tales collega la band anche al padre di Luca Turilli che è stato un importante violoncellista in Italia e il fratello di Alex Staropoli che è maestro di flauto. Tutto però è reinterpretato dalla fervida immaginazione del chitarrista Luca Turilli che inventa una vera e propria saga, la Emerald Sword Saga, che farà da filo conduttore a tutti i dischi della band. Il tema portante della storia è, come già evidenziato, l'eterna lotta tra il bene e il male. "Il male può essere trovato ovunque - dice Turilli - ma non vincerà mai finché ci saranno abbastanza valorosi che lo combatteranno".
Il successo è immediato e i Rhapsody diventano i paladini di centinaia di migliaia di fan in tutto il mondo. Il secondo disco, Symphony of Enchanted Lands, ottiene ancora più successo e brani come Emerald Sword, Wisdom of the Kings ed Eternal Glory diventano cavalli di battaglia da riproporre ad ogni esibizione live. Con il passare degli anni e dei dischi (ben 6 in 7 anni, senza contare i singoli e gli EP, per un totale di oltre un milione di copie vendute), il gruppo continua la sua ricerca formale volta ad ottenere la miglior fusione possibile tra musica metal e classica e a realizzare una sorta di colonna sonora per le gesta raccontate attraverso i testi. Nel frattempo fanno la comparsa alcuni incisi e alcuni brani cantati completamente in italiano.

### Anni duemila
Nel 2004 esce Symphony of Enchanted Lands II: The Dark Secret. Con il nuovo disco, viene iniziata una nuova saga: la Dark Secret Saga. La band cambia etichetta, passando sotto l'ala protettrice della Magic Circle Music (di proprietà di Joey DeMaio, leader del gruppo heavy metal Manowar) e riesce finalmente ad incidere un disco con l'ausilio di un'intera orchestra, la Bohuslav Martinů Philharmonic Orchestra e di un coro di oltre quaranta elementi, il Brno Academy Choir. Probabilmente per la mole di strumenti e musicisti impiegati i Rhapsody scelgono di specificare la loro proposta musicale come "Film Score Metal" (un'altra definizione autoreferenziale che non costituisce un genere specifico). In questo disco appare inoltre in veste di narratore l'attore inglese Christopher Lee, noto, tra le altre cose, per le sue interpretazioni in alcuni classici film horror (come Dracula, principe delle tenebre e La mummia), nella pluripremiata trilogia fantasy Il Signore degli Anelli e negli episodi II e III della saga Guerre stellari.
Nel 2005 esce il secondo singolo estratto dall'ultimo album: The Magic of the Wizard's Dream. In questo singolo compare nuovamente Lee ma stavolta come interprete, insieme a Lione, del brano che dà il titolo all'opera. Brano che per l'occasione viene registrato in quattro lingue diverse: inglese, tedesca, francese e ovviamente italiana. Sul singolo sono anche presenti la versione originale, la versione orchestrale e due nuove tracce: Autumn Twilight e Lo Specchio d'Argento.
A gennaio 2006 esce il primo album live dei Rhapsody, Live in Canada 2005 - The Dark Secret. Il disco contiene l'intero show registrato il 13 giugno 2005 in Québec (Canada), durante una delle date in cui la band ha suonato a supporto dei Manowar durante il Demons, Dragons and Warriors World Tour.
Nel luglio del 2006 la band, per problemi di copyright con un gruppo rap statunitense è costretta a cambiare nome da Rhapsody a Rhapsody of Fire; secondo Turilli e Staropoli il nuovo nome della band meglio esprime la nuova carica energetica della band. Sostengono inoltre che la parola "rhapsody", che dà un'idea di sinfonico, sia in contrasto con "fire", che è invece più "potente" ed energico.

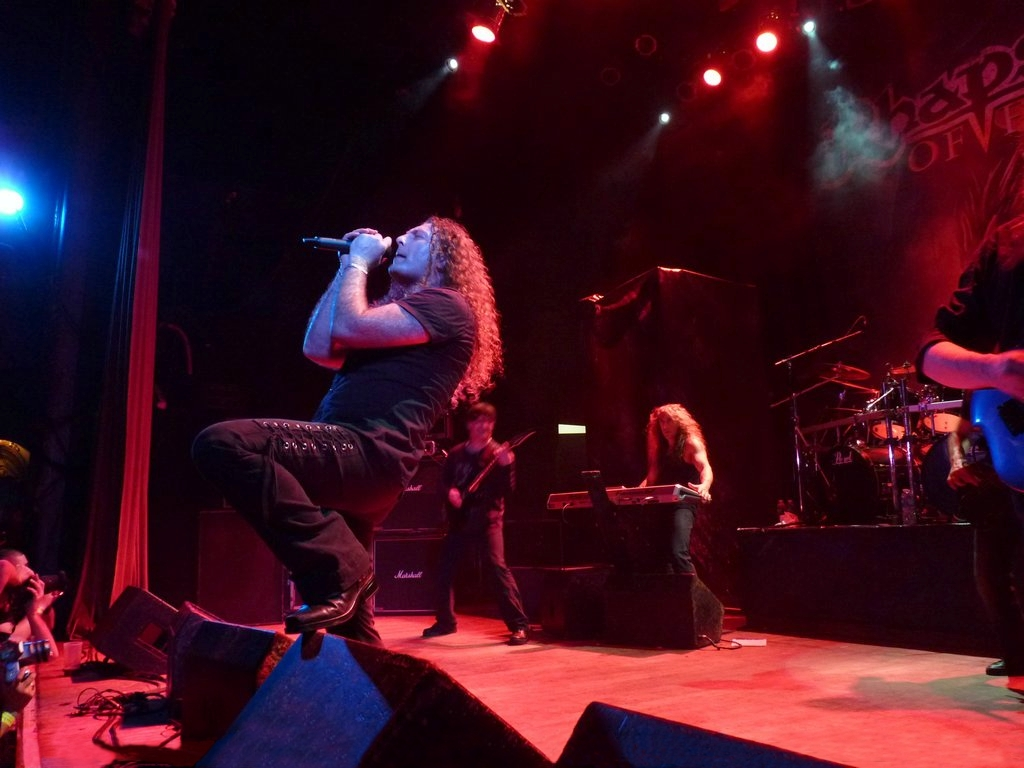
I Rhapsody of Fire durante un concerto nel 2010

Il 25 settembre 2006 è uscito l'album Triumph or Agony, che consolida lo stile "film score" che ormai ci viene mostrato da anni. Nel 2007 il gruppo è stato occupato nella tournée Demons, Dragons and Warriors insieme alle band epic metal Manowar ed HolyHell. A causa di non ben specificati problemi col management, i Rhapsody of Fire hanno risolto il loro contratto con la Magic Circle Music. Non sono stati resi ufficiali i motivi di tale decisione, ma si è parlato di problemi di natura legale con la casa discografica guidata da Joey DeMaio.
Il 4 ottobre 2008 fanno sapere tramite il loro sito ufficiale che indipendentemente dalla loro volontà la band interromperà le attività dal vivo e in studio per un periodo di tempo indeterminato. Il 18 novembre 2009 sul loro sito ufficiale è stato comunicato che la band ha siglato un accordo con la Nuclear Blast e il 30 aprile 2010 viene pubblicato il nuovo album, terzo capitolo della "Dark Secret Saga", intitolato The Frozen Tears of Angels.

### Anni duemiladieci
Il 15 ottobre 2010 pubblicano un nuovo CD intitolato The Cold Embrace of Fear – A Dark Romantic Symphony, composto di un'unica canzone della durata di 35 minuti, divisa in 7 atti. Nel dicembre dello stesso anno, a poco meno di due mesi dall'ultima pubblicazione, i Rhapsody annunciano l'uscita di un altro album, From Chaos to Eternity, in cui sarà rivelato l'Oscuro Segreto e si assisterà dunque alla fine della Dark Secret Saga ed alla conclusione del ciclo fantasy iniziato nel 1997 con Legendary Tales. From Chaos to Eternity è stato l'ultimo lavoro con la collaborazione di Christopher Lee come voce narrante. L'album è stato pubblicato il 17 giugno 2011.
Il 16 agosto 2011 il sito ufficiale dei Rhapsody Of Fire annuncia l'uscita dei chitarristi Luca Turilli e Dominique Leurquin e del bassista Patrice Guers dalla band, la quale continuerà ad esistere sotto la guida di Alex Staropoli, affiancato da Fabio Lione, Tom Hess e il batterista Alex Holzwarth. Il 1º settembre 2011 la band annuncia l'entrata del bassista Oliver Holzwarth (fratello di Alex Holzwarth) che sarà impegnato con la band sia in live che in studio.
Il 27 settembre 2011 viene annunciata l'entrata nella formazione, come secondo chitarrista, di Roberto De Micheli (Sinestesia, nonché già citato chitarrista dei Rhapsody per un breve periodo), anch'egli triestino come Alex Staropoli e Luca Turilli. Il 15 novembre 2011 l'ex chitarrista Luca Turilli annuncia la formazione del suo nuovo progetto Luca Turilli's Rhapsody. Il 25 giugno 2013 la band annuncia l'uscita dalla formazione del chitarrista Tom Hess.

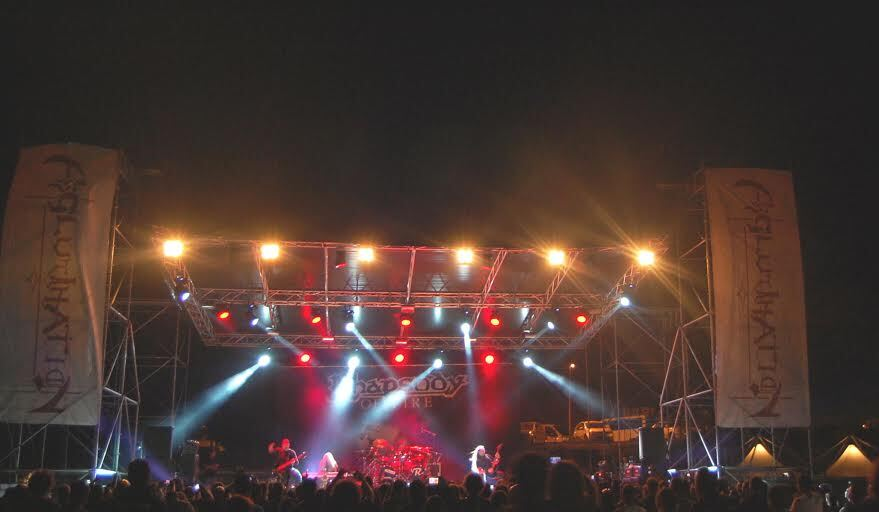
I Rhapsody of Fire all'Agglutination Metal Festival, 2012

Il 12 settembre 2013 il sito ufficiale dei Rhapsody of Fire annuncia il titolo del nuovo album Dark Wings of Steel, è uscito il 22 novembre 2013 in Europa e il 3 dicembre 2013 negli Stati Uniti tramite AFM records. Dark Wings Of Steel è stato pubblicato come CD, doppio vinile ed anche in versione CD digipack. Le versioni CD e vinile contengono inoltre una bonus track. Le musiche sono state composte da Alex e Manuel Staropoli mentre tutti i testi sono stati scritti da Fabio Lione. Per le parti sinfoniche la band si è appoggiata ad una grande orchestra con l'ausilio di un coro.
Il 17 novembre 2015 il sito ufficiale dei Rhapsody of Fire annuncia il titolo del nuovo album Into the Legend, pubblicato il 15 gennaio 2016. Viene inoltre rivelata la tracklist dell'album.
Il 29 settembre 2016, con un post sulla loro pagina Facebook ufficiale, i Rhapsody of Fire annunciano la fine del rapporto con il cantante, comunicando conseguentemente l'annullamento di tutti i concerti programmati nei mesi seguenti, per permettere al gruppo di riorganizzarsi. Il 9 ottobre 2016, con un altro post sulla pagina ufficiale, la band annuncia anche l'uscita del batterista Alex Holzwarth intenzionato a dedicarsi ad altri progetti. Il 21 novembre del 2016 è stato annunciato che, per festeggiare il ventennale dalla creazione dei Rhapsody, la band si sarebbe riunita nella formazione così composta: Fabio Lione alla voce, Luca Turilli alla chitarra e alle tastiere, Dominique Leurquin anch'esso alla chitarra, Patrice Guers al basso e Alex Holzwarth alla batteria. L'11 novembre la band annuncia Giacomo Voli come nuovo cantante della band, già frontman dei Teodasia e secondo classificato della seconda edizione di The Voice of Italy nel 2014. Il 22 dicembre viene annunciata l'entrata del nuovo batterista Manuel Lotter.
Il 26 maggio 2017 viene pubblicato Legendary Years con etichetta AFM Records, in cui sono presenti alcuni brani dei primi album del gruppo registrati con il nuovo cantante.
Il 14 marzo 2018, con un post sulla loro pagina Facebook ufficiale, i Rhapsody of Fire annunciano un nuovo studio album.
Il titolo del nuovo album è The Eighth Mountain, e rappresenta il primo capitolo della nuova saga intitolata "The Nephilim's Empire Saga". È la prima saga scritta senza Luca Turilli, che ha lasciato la formazione nel 2011. L'album è pubblicato il 22 febbraio 2019.

### Anni duemilaventi
Il 22 giugno 2020 il batterista Manuel Lotter lascia i Rhapsody a causa di differenze di vedute rispetto al resto della band. Il 14 luglio viene annunciato il nuovo batterista, trattasi del triestino Paolo Marchesich che in passato ha già suonato con il chitarrista Roberto De Micheli e con il bassista Alessandro Sala nei Sinestesia.

## Stile e influenze
I componenti del gruppo nel 1997 hanno definito la loro musica "hollywood metal", una definizione coniata ad hoc che fa riferimento alla pomposità delle composizioni del gruppo, che ricordano molto da vicino le epiche colonne sonore hollywoodiane.

Negli ultimi tempi il termine "hollywood metal" è stato sostituito dagli stessi Rhapsody con "film score metal", con l'intento di specificare ulteriormente il legame della loro musica con le colonne sonore cinematografiche. In merito a ciò il tastierista Alex Staropoli ha dichiarato in un'intervista:
Il genere musicale dei Rhapsody of Fire viene anche erroneamente definito epic metal in quanto si basa su un vero e proprio filone storico inventato da loro stessi, e narra delle gesta di coloro che lo compongono (ma musicalmente è distante da quanto proposto dalle band epic metal vere e proprie, come Manilla Road e Manowar). Ovviamente tutto ciò si sposa con la dominante tematica fantasy. Il sound dei Rhapsody è più legato alle sonorità del power metal che a quelle dell'epic, il quale verte su sonorità più propriamente heavy.
Riassumendo la musica dei Rhapsody of Fire è fortemente influenzata dalla musica classica barocca, dal folk, dal power metal, dal metal neoclassico, dall'epic metal, ma la base centrale della loro musica è ispirata principalmente dalle colonne sonore di film hollywoodiani come Conan il barbaro e Il Signore degli Anelli, e dalle tematiche fantasy. Per questo motivo la loro musica non si può etichettare in un unico genere ben delineato e preciso.
Tra le influenze maggiori citano Manowar, Yngwie Malmsteen, Blind Guardian, Crimson Glory, gli Helloween del periodo dei due Keeper of the Seven Keys e i Riot di Thundersteel.

## Formazione

### Formazione attuale
- Giacomo Voli – voce (2016-presente)
- Roberto De Micheli – chitarra (1993-1994, 2011-presente)
- Alessandro Staropoli – tastiere (1993-presente)
- Alessandro Sala – basso (2015-presente)
- Paolo Marchesich - batteria (2020-presente)

### Ex componenti
- Fabio Lione – voce (1997-2016)
- Luca Turilli – chitarra (1993-2011), voce (1993-1994)
- Dominique Leurquin – chitarra (2002-2011)
- Tom Hess – chitarra (2011-2013)
- Andrea Furlan – basso (1993-1995)
- Cristiano Adacher – voce (1994-1995)
- Alessandro Lotta – basso (1998-2001)
- Patrice Guers – basso (2002-2011)
- Oliver Holzwarth – basso (2011-2014)
- Daniele Carbonera – batteria (1993-2000)
- Alex Holzwarth – batteria (2000-2016)
- Manuel Lotter – batteria (2016-2020)

### Turnisti
- Robert Hunecke-Rizzo – basso (1997)
- Sascha Paeth – basso (1995-1998, 2001-2002, 2014-2015)
- Jay Lansford – narrazione (1997-2002)
- Thunderforce – batteria (2000–2002)
- Christopher Lee – narrazione, parlato, canto lirico (2004-2011)
- Pëtr Pololanik – direttore di coro e orchestra (2004, 2006)
- Vito Lo Re – direttore d'orchestra (2013, 2016, 2018, 2025)

## Discografia
Come Rhapsody
- 1997 - Legendary Tales
- 1998 - Symphony of Enchanted Lands
- 2000 - Dawn of Victory
- 2001 - Rain of a Thousand Flames[27]
- 2002 - Power of the Dragonflame
- 2004 - Symphony of Enchanted Lands II: The Dark Secret

Come Rhapsody of Fire
- 2006 - Triumph or Agony
- 2010 - The Frozen Tears of Angels
- 2011 - From Chaos to Eternity
- 2013 - Dark Wings of Steel
- 2016 - Into the Legend
- 2019 - The Eighth Mountain
- 2021 - Glory for Salvation
- 2024 - Challenge the Wind